# 1318 Неріна
1318 Неріна (1318 Nerina) — астероїд головного поясу, відкритий 24 березня 1934 року.
Тіссеранів параметр щодо Юпітера — 3,440.